# Temporada 1980-81 de los Portland Trail Blazers
La temporada 1980-81 fue la undécima de los Portland Trail Blazers en la NBA. La temporada regular acabó con 45 victorias y 37 derrotas, ocupando el cuarto puesto de la conferencia Oeste, clasificándose para los playoffs, en los que cayeron en primera ronda frente a los Kansas City Kings.

## Elecciones en elDraft
| Ronda | Puesto | Jugador        | Posición  | Nacionalidad   | Universidad   |
| ----- | ------ | -------------- | --------- | -------------- | ------------- |
| 1     | 10     | Ronnie Lester  | Base      | Estados Unidos | Iowa          |
| 2     | 32     | David Lawrence | Ala-Pívot | Estados Unidos | McNeese State |
| 3     | 56     | Mike Harper    | Ala-Pívot | Estados Unidos | North Park*   |
| 8     | 168    | John Stroeder  | Alero     | Estados Unidos | Montana       |

## Temporada regular
| División Pacífico        | División Pacífico | División Pacífico | División Pacífico | División Pacífico | División Pacífico | División Pacífico | División Pacífico | División Pacífico |
| Equipo                   | G                 | P                 | %                 | PD                | Casa              | Fuera             | Div               |                   |
| ------------------------ | ----------------- | ----------------- | ----------------- | ----------------- | ----------------- | ----------------- | ----------------- | ----------------- |
| y-Phoenix Suns           | 57                | 25                | .695              | –                 | 36–5              | 21–20             | 22–8              |                   |
| x-Los Angeles Lakers     | 54                | 28                | .659              | 3.0               | 30–11             | 24–17             | 19–11             |                   |
| x-Portland Trail Blazers | 45                | 37                | .549              | 12.0              | 30–11             | 15–26             | 18–12             |                   |
| Golden State Warriors    | 39                | 43                | .476              | 18.0              | 26–15             | 13–28             | 10–20             |                   |
| San Diego Clippers       | 36                | 46                | .439              | 21.0              | 22–19             | 14–27             | 14–16             |                   |
| Seattle SuperSonics      | 34                | 48                | .415              | 23.0              | 22–19             | 12–29             | 7–23              |                   |

## Playoffs

### Primera ronda
Portland Trail Blazers vs. Kansas City Kings
| Fecha      | Partido                                           | Ciudad      |
| ---------- | ------------------------------------------------- | ----------- |
| 1 de abril | Portland Trail Blazers 97, Kansas City Kings 98   | Portland    |
| 3 de abril | Kansas City Kings 119, Portland Trail Blazers 124 | Kansas City |
| 5 de abril | Portland Trail Blazers 95, Kansas City Kings 104  | Portland    |
|            | Kansas City Kings gana las series 2-1             |             |

## Estadísticas
| Rk | Jugador           | Edad | P  | PT | MP   | TC  | TCI  | %TC  | T3  | T3I | %T3  | TL  | TLI | %TL  | RO  | RD  | RT  | AS  | RB  | TAP | BP  | FP  | PTS  |
| -- | ----------------- | ---- | -- | -- | ---- | --- | ---- | ---- | --- | --- | ---- | --- | --- | ---- | --- | --- | --- | --- | --- | --- | --- | --- | ---- |
| 1  | Mychal Thompson   | 26   | 79 |    | 35.3 | 7.2 | 14.6 | .494 | 0.0 | 0.0 | .000 | 2.6 | 4.1 | .641 | 2.8 | 5.9 | 8.7 | 3.6 | 0.8 | 2.2 | 3.1 | 3.3 | 17.0 |
| 2  | Jim Paxson        | 23   | 79 |    | 34.2 | 7.4 | 13.8 | .536 | 0.0 | 0.4 | .067 | 2.3 | 3.1 | .734 | 0.9 | 1.7 | 2.7 | 3.8 | 1.8 | 0.1 | 1.7 | 2.2 | 17.1 |
| 3  | Kelvin Ransey     | 22   | 80 |    | 30.4 | 6.6 | 14.5 | .452 | 0.0 | 0.4 | .097 | 2.1 | 2.7 | .749 | 0.5 | 1.9 | 2.4 | 6.9 | 1.1 | 0.1 | 2.9 | 2.5 | 15.2 |
| 4  | Kermit Washington | 29   | 73 |    | 29.0 | 4.5 | 7.8  | .569 | 0.0 | 0.0 | .000 | 2.5 | 3.9 | .628 | 3.2 | 6.2 | 9.4 | 2.0 | 1.2 | 1.2 | 2.0 | 3.5 | 11.4 |
| 5  | Calvin Natt       | 24   | 74 |    | 28.5 | 5.3 | 10.7 | .497 | 0.1 | 0.1 | .500 | 2.7 | 3.8 | .707 | 2.0 | 3.8 | 5.8 | 2.1 | 1.0 | 0.2 | 2.2 | 2.5 | 13.4 |
| 6  | Bob Gross         | 27   | 82 |    | 23.6 | 3.1 | 5.8  | .528 | 0.0 | 0.1 | .000 | 1.6 | 1.9 | .849 | 1.5 | 2.5 | 4.0 | 3.1 | 1.1 | 0.8 | 1.8 | 2.9 | 7.8  |
| 7  | Tom Owens         | 31   | 79 |    | 23.3 | 4.1 | 8.0  | .511 | 0.0 | 0.1 | .000 | 2.4 | 3.2 | .764 | 2.1 | 3.7 | 5.8 | 1.8 | 0.5 | 0.6 | 1.6 | 3.5 | 10.6 |
| 8  | Billy Ray Bates   | 24   | 77 |    | 20.3 | 5.7 | 11.7 | .487 | 0.2 | 0.7 | .259 | 2.2 | 2.6 | .854 | 0.9 | 1.1 | 2.0 | 2.5 | 1.1 | 0.1 | 1.9 | 1.6 | 13.8 |
| 9  | Ron Brewer        | 25   | 29 |    | 18.9 | 3.3 | 8.5  | .386 | 0.0 | 0.1 | .333 | 0.9 | 1.2 | .765 | 0.4 | 0.7 | 1.1 | 1.9 | 1.2 | 0.3 | 1.3 | 1.4 | 7.5  |
| 10 | Kevin Kunnert     | 29   | 55 |    | 15.3 | 1.8 | 3.9  | .468 | 0.0 | 0.0 |      | 0.8 | 1.0 | .778 | 1.8 | 3.4 | 5.2 | 1.2 | 0.3 | 0.6 | 0.9 | 2.6 | 4.4  |
| 11 | Mike Gale         | 30   | 42 |    | 11.3 | 1.7 | 3.5  | .490 | 0.0 | 0.1 | .250 | 0.9 | 1.0 | .857 | 0.2 | 0.9 | 1.1 | 1.7 | 0.9 | 0.1 | 0.9 | 1.5 | 4.3  |
| 12 | Mike Harper       | 23   | 55 |    | 8.4  | 1.0 | 2.5  | .412 | 0.0 | 0.1 | .000 | 0.7 | 1.5 | .435 | 0.5 | 1.2 | 1.7 | 0.3 | 0.4 | 0.4 | 0.6 | 1.3 | 2.7  |
| 13 | Geoff Crompton    | 25   | 6  |    | 5.5  | 0.7 | 1.3  | .500 | 0.0 | 0.0 |      | 0.2 | 0.8 | .200 | 1.2 | 1.8 | 3.0 | 0.3 | 0.0 | 0.3 | 0.8 | 0.7 | 1.5  |
| 14 | Roy Hamilton      | 23   | 1  |    | 5.0  | 1.0 | 3.0  | .333 | 0.0 | 0.0 |      | 1.0 | 2.0 | .500 | 2.0 | 1.0 | 3.0 | 0.0 | 0.0 | 0.0 | 1.0 | 1.0 | 3.0  |

## Galardones y récords
| Jugador           | Galardón                               |
| Kelvin Ransey     | Mejor quinteto de rookies de la NBA    |
| Kermit Washington | 2.º Mejor quinteto defensivo de la NBA |